# Les Petits Maîtres de la peinture (1820-1920)
Les Petits Maîtres de la peinture (1820-1920) est un ouvrage en sept volumes rédigé par Gérald Schurr et édité par les éditions de l'Amateur.

## Description
Cet ouvrage essentiel sur l'art du XIXe siècle a connu deux phases : d'abord publié en sept volumes échelonnés de 1969 à 1989, il fut proposé en deux tomes sous forme de luxueux livres d'art en 1996 puis d’éditions plus économiques et maniables en 2003, 2008 puis 2014 :
- Les Petits Maîtres de la peinture (1820-1920), paru de 1969 à 1989, 7 volumes, de Gérald Schurr
- Dictionnaire des petits maîtres de la peinture (1820-1920), paru en 1996, 2 volumes, 1112 pages (557 p. et  555 p.), de Gérald Schurr et Pierre Cabanne
- Dictionnaire des petits maîtres de la peinture (1820-1920), paru en 2003, 1 volume, 1107 pages, de Gérald Schurr et Pierre Cabanne
- Dictionnaire des petits maîtres de la peinture (1820-1920), paru en 2008, 1 volume, 750 pages couleurs, de Gérald Schurr et Pierre Cabanne
- Les Petits Maîtres de la peinture (1820-1920), paru en 2014, 1 volume, 1076 pages, de Gérald Schurr et Pierre Cabanne.